# Zelomorpha philippinensis
Zelomorpha philippinensis är en stekelart som beskrevs av Bhat och Gupta 1977. Zelomorpha philippinensis ingår i släktet Zelomorpha och familjen bracksteklar. Inga underarter finns listade i Catalogue of Life.